# Bayramören (stad)
Bayramören is de hoofdstad (İlçe Merkezi) van het gelijknamige district in de provincie Çankırı in het noorden Turkije. De plaats telt 2697 inwoners (2000).

## Verkeer en vervoer

### Wegen
Bayramören ligt aan de provinciale wegen 18-77 en 18-82.
Centrale districtsplaats (İlçe Merkezi): Bayramören
Gemeenten (Beldeler): Geen
Dorpen (Köyler):
Akgüney · Akseki · Belenli · Boğazkaya · Çakırbağ · Çayırcık · Dalkoz · Dereköy · Dolaşlar · Erenler · Feriz · Göynükören · Harmancık · İncekaya · Karakuzu · Karataş · Kavak · Koçlu · Oluklu · Oymaağaç · Sarıkaya · Topçu · Üçgazi · Yaylatepesi · Yazıören · Yurtpınar · Yusufoğlu